# 구개수 방출음
구개수 방출음(口蓋垂放出音)은 자음의 하나로, 목젖에서 조음하는 방출음이다. IPA 기호는 qʼ이다.
듣기: